# Louis Van Der Vule

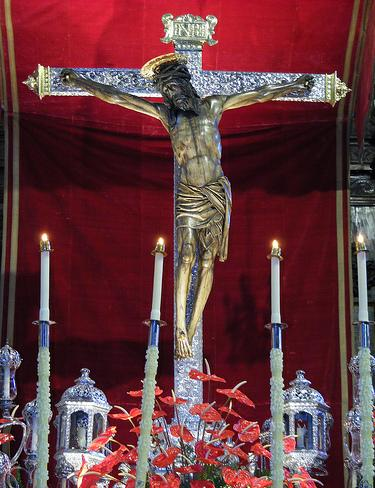
Santísimo Cristo de La Laguna, única obra conocida de Louis Van Der Vule.

Louis Van Der Vule fue un escultor flamenco del siglo XVI. Su única obra conocida es la imagen del Santísimo Cristo de La Laguna, imagen venerada en la ciudad de San Cristóbal de La Laguna (Tenerife, Canarias, España). Quién lo talló hacia 1514 en estilo gótico-flamenco-brabanzón.
Durante siglos la autoría de esta venerada imagen era absolutamente desconocida, hasta que en el año 1999, el catedrático de Historia del Arte de la Universidad de La Laguna, Francisco Galante descubrió en Louis Van Der Vule al autor de la enigmática talla.